# العلاقات المارشالية الصربية
العلاقات المارشالية الصربية هي العلاقات الثنائية التي تجمع بين جزر مارشال وصربيا.

## مقارنة بين البلدين
هذه مقارنة عامة ومرجعية للدولتين:
| وجه المقارنة                                              | جزر مارشال                     | صربيا                                                      |
| --------------------------------------------------------- | ------------------------------ | ---------------------------------------------------------- |
| المساحة (كم2)                                             | 181                            | 88.36 ألف                                                  |
| عدد السكان (نسمة)                                         | 53.13 ألف                      | 7.02 مليون                                                 |
| الكثافة السكانية (ن./كم²)                                 | 29.35 ألف                      | 79.45                                                      |
| العاصمة                                                   | ماجورو                         | بلغراد                                                     |
| اللغة الرسمية                                             | لغة إنجليزية، اللغة المارشالية | اللغة الصربية                                              |
| العملة                                                    | دولار أمريكي                   | دينار صربي                                                 |
| الناتج المحلي الإجمالي (بليون دولار)                      | 199.40 مليون                   | 41.43 مليار                                                |
| الناتج المحلي الإجمالي (تعادل القوة الشرائية) بليون دولار | 207.25 مليون                   | 100.13 مليار                                               |
| الناتج المحلي الإجمالي الاسمي للفرد دولار أمريكي          | 3.38 ألف                       | 5.24 ألف                                                   |
| الناتج المحلي الإجمالي للفرد دولار أمريكي                 | 3.80 ألف                       | 13.59 ألف                                                  |
| مؤشر التنمية البشرية                                      |                                | 0.771                                                      |
| رمز المكالمات الدولي                                      | +692                           | +381                                                       |
| رمز الإنترنت                                              | .mh                            | .rs، .срб ‏                                                 |
| المنطقة الزمنية                                           | ت ع م+12:00                    | توقيت وسط أوروبا، ت ع م+01:00، ت ع م+02:00، أوروبا/بلغراد ‏ |

## منظمات دولية مشتركة
يشترك البلدان في عضوية مجموعة من المنظمات الدولية، منها:
| علم المنظمة | اسم المنظمة                   | تاريخ انضمام جزر مارشال | تاريخ انضمام صربيا |
| ----------- | ----------------------------- | ----------------------- | ------------------ |
|             | البنك الدولي للإنشاء والتعمير | 21 مايو 1992            | 25 فبراير 1993     |
|             | يونسكو                        | 30 يونيو 1995           | 20 ديسمبر 2000     |
|             | الاتحاد الدولي للاتصالات      | 22 فبراير 1996          | 1 يونيو 2001       |
|             | مؤسسة التمويل الدولية         | 23 سبتمبر 1992          | 25 فبراير 1993     |
|             | منظمة الشرطة الجنائية الدولية | ?                       | ?                  |
|             | الأمم المتحدة                 | 17 سبتمبر 1991          | 1 نوفمبر 2000      |
|             | مؤسسة التنمية الدولية         | 19 يناير 1993           | 25 فبراير 1993     |
|             | منظمة حظر الأسلحة الكيميائية  | ?                       | ?                  |

## وصلات خارجية
- موقع وزارة الخارجية الصربية